# René Savoie
René Savoie (Le Locle, 9 februari 1896 - ?) was een Zwitsers ijshockeyer. Hij nam deel aan de Olympische Zomerspelen van 1920 in Antwerpen en de Olympische Winterspelen van 1924 in Chamonix.

## Biografie
René Savoie was een van de 77 Zwitserse deelnemers aan de Olympische Zomerspelen van 1920. Hij maakte deel uit van de Zwitserse nationale ploeg in het ijshockey op deze Spelen. Na een zware 29-0-nederlaag tegen de Verenigde Staten verloren hij en zijn team later ook de bronzen finale tegen Zweden met 4-0.
Vier jaar later maakte hij deel uit van de Zwitserse nationale ijshockeyploeg die deelnam aan de Olympische Winterspelen van 1924 in Chamonix.
| Jaar | Spelen    | Team | Onderdeel     | Resultaat | Prestatie                                                                          |
| ---- | --------- | --- | ------------- | --------- | ---------------------------------------------------------------------------------- |
| 1920 | Antwerpen | René Savoie teamgenoten: Rodolphe Cuendet Louis Dufour jr. Louis Dufour sr. Max Holzboer Marius Jaccard Bruno Leuzinger Paul Lob Walter von Siebenthal Max Sillig                                                    | ijshockey (m) | 5e        | kwartfinale: V van Verenigde Staten: 29-0 bronzen finale: V van Zweden: 4-0        |
| 1924 | Chamonix  | René Savoie teamgenoten: Marius Jaccard Walter von Siebenthal Donald Unger Edouard Mottier Bruno Leuzinger Max Holzboer Edouard Filliol Fred Auckenthaler Ernest Jacquet Peter Müller André Verdeil Louis Dufour jr. | ijshockey (m) | 7e        | groepsfase: V van SWE: 9-0 groepsfase: V van CAN: 33-0 groepsfase: V van TCH: 11-2 |